# 梗河一
梗河一（ε Boötis，縮寫Epsilon Boo或ε Boo），官方的正式名稱為 Izar /ˈaɪzɑːr/，是在北天星座牧夫座中的一顆聯星。這顆恆星可以直接以裸眼看見，但對76 mm（3.0英寸）的望遠鏡要解析出是聯星，卻很有挑戰性，而通常需要口徑更大的望遠鏡。

## 命名
梗河一的拉丁化名稱是ε Boötis。
它的傳統名稱是Izar、Mirak和Mizar，還有奧圖·史都華命名的Pulcherrima /pəlˈkɛrɪmə/；Izar、Mirak和Mizar源自阿拉伯的 إزار ’izār 'veil' 和المراق al-maraqq  'the loins'；'Pulcherrima' 是拉丁文的 '可愛'。在2016年，國際天文學聯合會組織的IAU恆星名稱工作組（WGSN）開始對恆星的名稱進行編目和標準化。WGSN於2016年8月21日核定梗河一的名稱為Izar，現在已經輸入IAU的星名目錄中。
在Calendarium of Al Achsasi Al Mouakket這本古老的恆星目錄中，這顆恆星被標誌為Mintek al Aoua （منطقة العوّاء - minṭáqa al awwa）；翻譯成拉丁文是Cingulum Latratoris，意思是博克的腰帶。
在漢語，梗河一的意思是氐宿中的星官梗河的第一顆星。這個星官共有三顆恆星，另外兩顆是牧夫座σ和牧夫座ρ。

## 性質

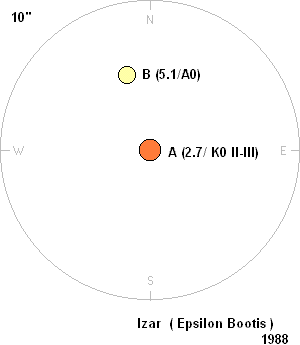
圖解組成梗河一的兩顆恆星。北方在上。

梗河一由兩顆恆星組成，其角距離為2.852 ± 0.014 弧秒，方位角342.°9 ± 0.°3。較亮的恆星（A）視星等為2.70等,，在夜晚很容易以裸眼看見。較暗的那一顆（B）視星等為5.12等，理論上應該也可以用裸眼看見。依巴谷天體測量衛星測量其視差，得到它與地球的距離大約是203光年（62秒差距）。這意味著這兩顆星之間的投影分離度大約是185天文單位，互繞的軌道周期至少是1,000年。
較亮的梗河一A光譜類型為K0 II-III，意味著它是一顆相當年長的恆星，在恆星演化的路途上已經耗盡了核心的氫燃料。有著超過太陽4倍的質量，它的半徑已經擴展至33倍太陽半徑，而估計其光度是太陽亮度的501倍，在表面有效溫度4,550K向外輻射的能量使它呈現出K型恆星的橙色。
伴星的光譜類型為A2 V，所以它是一顆核心仍在進行核融合，將氫融合成氦的主序星。這顆恆星自轉的非常快，投影的自轉速度是123 km s−1，當質量較低的主序星在其演化過程中達到目前生命的關鍵點時，質量較大的恆星會失去較多的質量成為行星狀星雲，殘留的核心則演化成為白矮星。這對組合基本上將改變角色：原本明亮的恆星將成為黯淡的侏儒，而較小的伴星將成為明亮的巨星。

## 在文化上
參見：科幻中的梗河一
在1973年，蘇格蘭天文學家和科幻小說作家鄧肯·魯南聲稱已經可以解釋由兩位挪威物理學家的說法。根據他的理論，被稱為黑騎士繞著地球已有10,000年歷史的繞極衛星是由梗河一的一顆行星上的居民送過來的；時代雜誌曾經報導過個個故事。魯南後來撤回了他對梗河一的理論，並提出了反對這理論的證據，並澄清之前為何會提出這樣的理論，以及之後為何懷疑而撤銷他之前的理論。

## 外部連結
- HR 5506 （页面存档备份，存于）
- HR 5505 （页面存档备份，存于）
- CCDM J14449+2704 （页面存档备份，存于）
- Image Epsilon Boötis
- The Constellations and Named Stars